# 德克薩斯獨立日
德克薩斯獨立日（英語：Texas Independence Day）是慶祝1836年3月2日通過《德克薩斯獨立宣言》的日子。隨著這份由59名代表簽署的文件，墨屬德克薩斯的定居者正式宣布從墨西哥獨立，並建立德克薩斯共和國。
然而，這並不是一個官方的國家假日，即辦公室關閉，而是一個「部分人員的假日」；國家辦公室需要在這一天開放，但人員減少。

## 外部連結
- Washington on the Brazos （页面存档备份，存于）
- Official Texas State Holidays
- Texas Declaration of Independence （页面存档备份，存于）
- Handbook of Texas Online （页面存档备份，存于）
- A True and Unexaggerated Summary of Texas Heroics （页面存档备份，存于）